# ORP Albatros (2019)
ORP Albatros (602) – polski niszczyciel min budowany dla polskiej Marynarki Wojennej przez Konsorcjum składające się ze stoczni Remontowa Shipbuilding S.A., Ośrodka Badawczo-Rozwojowego Centrum Techniki Morskiej S.A. oraz Stoczni Marynarki Wojennej S.A. Okręt został zbudowany pod nadzorem polskiego towarzystwa klasyfikacyjnego Polski Rejestr Statków S.A.

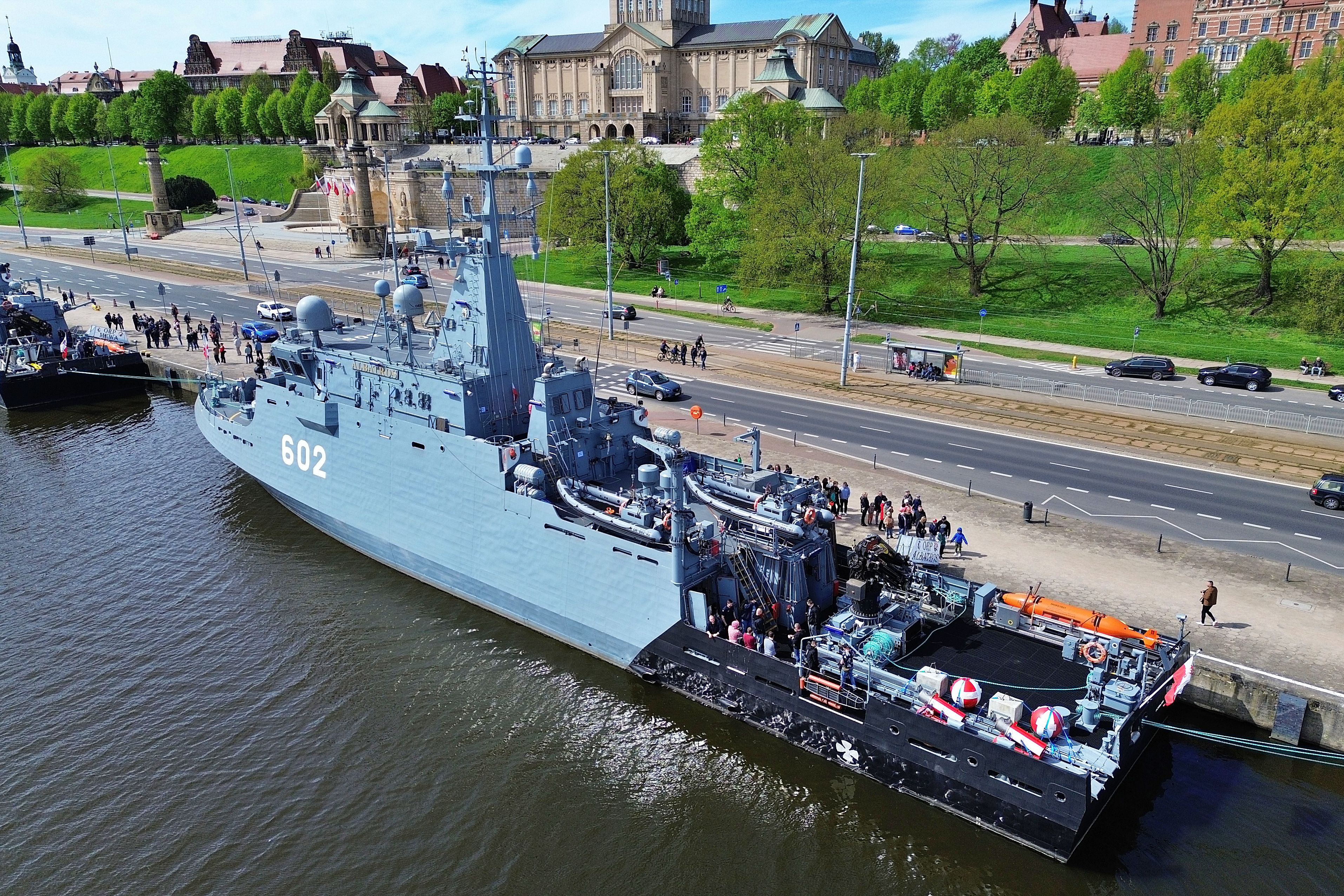
Okręt w Szczecinie od rufy

Zgodnie z myślą założeń Ministerstwa Obrony Narodowej główne zadania jednostki to poszukiwanie, klasyfikacja, identyfikacja i zwalczanie min morskich, rozpoznanie torów wodnych, przeprowadzanie jednostek przez akweny zagrożenia minowego, stawianie min oraz zdalne sterowanie samobieżnymi platformami przeciwminowymi. ORP „Albatros” to drugi okręt z serii trzech niszczycieli min typu Kormoran II. Okręt przyjęto na stan Marynarki Wojennej RP 12 sierpnia 2022. 28 listopada 2022 odbyło się pierwsze podniesienie bandery na okręcie.

## Budowa
Kontrakt między Inspektoratem Uzbrojenia a konsorcjum Remontowej Shipbuilding SA, Ośrodka Badawczo-Rozwojowego Centrum Techniki Morskiej w Gdyni i Stoczni Marynarki Wojennej SA na budowę prototypu oraz dwóch jednostek seryjnych został zawarty 23 września 2013 roku.
Cięcie blach rozpoczęto 18 września 2018, a 5 grudnia 2018 roku, miała miejsce uroczysta ceremonia symbolicznego położenia stępki w stoczni Remontowa.
Z uwagi na stal amagnetyczną, spawanie blach kadłuba przeprowadzono w sterylnej hali z kontrolowaną temperaturą wnętrza.
ORP „Albatros” został zwodowany 10 października 2019 roku w Gdańsku. Matką chrzestną okrętu ORP „Albatros” została Krystyna Patz – żona wiceadmirała Jerzego Patza. 8 czerwca 2021 roku okręt rozpoczął próby morskie, tym samym pierwszy raz opuścił on teren stoczni.

## Konstrukcja

### Opis ogólny
Kadłub okrętu o długości 58,5 metra, szerokości 10,3 metra i wyporności 830 ton, został wykonany z austenitycznej stali nierdzewnej, zapewniającej zmniejszenie wykrywalności pól fizycznych okrętu. Wybór stali austenicznej podyktowany był jej bardzo niską przenikalnością magnetyczną oraz nierdzewnością. Długość między pionami okrętu wynosi 55,58 metra, szerokość na wodnicy pływania 9,75 metra, zaś wysokość do pokładu nadbudówki 6,4 metra. Wysokość do pokładu głównego na rufie wynosi 4,7 metra, natomiast zanurzenie konstrukcyjne jednostki 2,7 metra. Kadłub składa się z 9 przedziałów wodoszczelnych, podzielonych konstrukcyjnie na 33 zbudowane oddzielnie, a następnie połączone sekcje. Okręt posiada klasę lodową L-3.
W skład siłowni okrętu wchodzą dwa silniki wysokoprężne MTU 8V369TE74L o mocy wyjściowej 1000 kW – 1360 KM, uzupełniane przez trzy zespoły prądotwórcze MTU 6R1600M20S o mocy znamionowej po 380 kVA każdy. Napęd okrętu przenoszony jest przez wały na dwa pędniki cykloidalne Voith-Schneider Voith Turbo 21 GH/160. W celu zwiększenia manewrowości jednostki przy jednoczesnym zwiększeniu poziomu bezpieczeństwa okrętu, ORP „Albatros” wyposażony został także w strumieniowy ster dziobowy Schottel STT 170 AMAG o mocy 100 kW. Tak skonfigurowany układ napędowy umożliwia poruszanie się jednostki z prędkością co najmniej 15 węzłów, oraz zapewnia zasięg nie mniejszy niż 2500 mil morskich.
Konstrukcja okrętu umożliwia jego obsługę przy standardowej obsadzie załogi liczącej 45 osób, zapewniając jednak miejsca dla dodatkowych 7 osób. „Albatros” przystosowany jest do operowania w warunkach zagrożenia bronią jądrową, biologiczną oraz chemiczną.

### Wyposażenie
W stosunku do jednostki prototypowej, wyposażenie okrętu uległo znacznym zmianom. Podstawowym wyposażeniem okrętu są środki techniczne umożliwiające wykrywanie oraz likwidację zagrożeń minowych takie jak sonary: podkilowy SHL-101/TM i samobieżny SHL-300 o zmiennej głębokości zanurzenia. W stosunku do prototypowego okrętu „Kormoran”, „Albatros” zyskał sonar holowany Kraken KATFISH 180, system GAVIA. Jednostkę wyposażono w pojazd Saab DE SAROV, który zastąpił pojazdy Saab DE Mk. III oraz Morświn. Podstawowym wyposażeniem okrętu są środki techniczne umożliwiające wykrywanie oraz likwidację zagrożeń minowych, m.in. sonary: podkilowy SHL-101/TM i samobieżny SHL-300 o zmiennej głębokości zanurzenia, zdalnie sterowane pojazdy podwodne wielokrotnego i jednorazowego użytku, pojazd bezzałogowy Kongsberg Hugin. 
Okręt otrzymał radarowy kompleks nawigacyjny Mk11 SharpEye na pasmo X, a także optoelektroniczną głowicę obserwacyjną Indra Sistemas SEOTS. Dodatkowo wyposażony jest w system łączności satelitarnej, transpondery systemów satelitarnych swój – obcy BAE Systems APX-123 CXP 1008939G-11 oraz transpondery systemu identyfikacji pozycji Saab Supreeme. Okręt wyposażony jest w system WECDIS (Warship Electronic Chart Display and Information System) – wojskowy system zobrazowania elektronicznej mapy i informacji nawigacyjnej. Dodatkowym źródłem informacji dla radarów oraz WECDIS jest system automatycznej identyfikacji statków AIS.
Podstawowy układ bojowy okrętu stanowi opracowany przez Ośrodek Badawczo-Rozwojowy Centrum Techniki Morskiej system zarządzania walką SCOT-M (Ship Combat Tactical System), umożliwiający integrację podsystemów okrętowych, wymianę informacji z zewnętrznymi systemami dowodzenia i kierowania, tworzenie rozpoznanego obrazu sytuacji taktycznej, przetwarzanie otrzymanej informacji i rekomendację różnych wariantów realizacji zadań, symulację działań oraz ich rejestrację. System ten został zmodyfikowany na mocy aneksu podpisanego w sierpniu 2020 roku. Dodatkowo modyfikacji w stosunku do prototypu uległy systemy łączności, nawigacji, obrony przeciwawaryjnej okrętu oraz systemów obrony przeciwminowej.
Na wyposażeniu okrętu znajdują się instalacje demagnetyzacyjne, jednostka ma także możliwość przenoszenia dwóch łodzi hybrydowych typu TM-609IB.

### Uzbrojenie
W skład uzbrojenia okrętu będzie wchodzić armata okrętowa Tryton kalibru 35 mm, oznaczona jako OSU-35K oraz trzy wielkokalibrowe karabiny maszynowe WKM-Bm kalibru 12,7 mm na podstawach słupkowych. Okręt pozbawiony jest silnego systemu obrony przed środkami napadu powietrznego. Bezpośrednią obronę przed atakiem powietrznym zapewniać mają wyrzutnie Grom.